# Psychotria phyllanthoides
Psychotria phyllanthoides là một loài thực vật có hoa trong họ Thiến thảo. Loài này được Schltr. ex Guillaumin miêu tả khoa học đầu tiên năm 1930.